# Siège d'Amiens (1597)
Pour les articles homonymes, voir Siège d'Amiens.
Huitième guerre de Religion (1585–1598)
Batailles
Guerres de Religion en France
Prélude
- Mérindol (1545)
- Amboise (1560)
- Colloque de Poissy (1561)

Première guerre de Religion (1562-1563)
- Édit de Saint-Germain (1562)
- Massacre de Wassy (1562)
- Toulouse (1562)
- Vergt (1562)
- Rouen (1562)
- Dreux (1562)
- Orléans (1563)
- Paix d'Amboise (1563)

Deuxième guerre de Religion (1567-1568)
- Surprise de Meaux (1567)
- Michelade (1567)
- Saint-Denis (1567)
- Chartres (1568)
- Paix de Longjumeau (1568)

Troisième guerre de Religion (1568-1570)
- Jarnac (1569)
- La Roche-l'Abeille (1569)
- Poitiers (1569)
- Orthez (1569)
- Montcontour (1569)
- Pamproux (1569)
- Saint-Jean-d'Angély (1569)
- Arnay-le-Duc (1570)
- Rabastens (1570)
- Paix de Saint-Germain-en-Laye (1570)

Quatrième guerre de Religion (1572-1573)
- Saint-Barthélemy (1572)
- Sancerre (1572-1573)
- Sommières (1573)
- La Rochelle (1573)

Cinquième guerre de Religion (1574-1576)
- Dormans (1575)
- Édit de Beaulieu (1576)

Sixième guerre de Religion (1577)
- Paix de Bergerac (1577)
- Édit de Poitiers (1577)

Septième guerre de Religion (1579-1580)
- Traité de Nérac (1579)
- Paix du Fleix (1580)

Huitième guerre de Religion (1585-1598) 
Guerre des Trois Henri

- Traité de Joinville (1584)
- Édit de Nemours (1585)
- Jarrie (1587)
- Coutras (1587)
- Vimory (1587)
- Auneau (1587)
- Journée des Barricades (1588)
- Arques (1589)
- Ivry (1590)
- Paris (1590)
- Journée des Farines (1591)
- Chartes (1591)
- Poncharra (1591)
- Châtillon (1591)
- Rouen (1591-1592)
- Craon (1592)
- Port-Ringeard (1593)
- Fort Crozon (1594)
- Fontaine-Française (1595)
- Doullens (1595)
- Amiens (1597)
- Édit de Nantes (1598)

Rébellions huguenotes (1621-1629)
- Saumur (1621)
- Saint-Jean-d'Angély (1621)
- La Rochelle (1621)
- Montauban (1621)
- Riez (1622)
- Royan (1622)
- Sainte-Foy (1622)
- Nègrepelisse (1622)
- Saint-Antonin (1622)
- Montpellier (1622)
- Saint-Martin-de-Ré (1622)
- Traité de Montpellier (1622)
- Blavet (1625)
- Île de Ré (1625)
- Traité de Paris (1626)
- Saint-Martin-de-Ré (1627)
- La Rochelle (1627-1628)
- Privas (1629)
- Alès (1629)
- Montauban (1629)
- Paix d'Alès (1629)

Révocation de l'édit de Nantes (1685)
Le siège d'Amiens oppose, en 1597, lors de la huitième guerre de Religion, les troupes françaises commandées par Henri IV aux troupes espagnoles. Il débouche sur une victoire française.

## Contexte historique
Le siège d'Amiens est à replacer dans le contexte troublé des guerres de Religion et de la rivalité franco-espagnole. Henri IV devait protéger la frontière nord attaquée par les Espagnols. C'est ainsi que le 22 juillet 1594, la garnison espagnole de Laon commandée par le capitaine Mansfeld capitula à la suite de plusieurs affrontements dont la France sortit vainqueur.
Amiens ville ligueuse s'était finalement ralliée à Henri IV, le 9 août 1594 et ce dernier avait confirmé et amplifié les privilèges et franchises communales.
Mais, les anciens chefs de la Ligue, tel le duc d'Aumale, refusant de se soumettre au roi de France, avaient gardé le contact avec les Espagnols et appuyaient les expéditions militaires qui avaient conduit à la prise de Doullens, ville située à une trentaine de kilomètres au nord d'Amiens, en juillet 1595. La menace espagnole était donc bien réelle, la ville était en outre fragilisée par une épidémie de peste qui en 1595-1596 avait frappé durement les Amiénois. Henri IV envisageait donc, pour assurer la défense de la ville, l'envoi de 300 suisses pour renforcer la garnison. Les bourgeois d'Amiens s'y opposèrent, inconscients de l'imminence probable d'une attaque espagnole et farouchement défenseurs de l'indépendance militaire de la ville.
Projetant, pour protéger la frontière nord du royaume, de mener une campagne en Artois et de prendre Arras, Henri IV avait fait venir à Amiens des canons, de la poudre, des boulets et des vivres en grande quantité.
Cependant, le gouverneur de Doullens, commandant l'armée espagnole, Hernandes Portocarrero, avait décidé de prendre la ville d’Amiens par un coup de main audacieux.

## L’attaque du 11 mars 1597
Hernán Tello de Portocarrero prit la tête de 7 000 hommes d’infanterie et 700 cavaliers, il s’avança dans la nuit du 10 au 11 mars 1597, vers la capitale de la Picardie.
Sur la route et tous les sentiers menant à la ville, il plaça de petits pelotons de soldats, pour arrêter tous ceux qu’ils rencontreraient. Il fit cacher 500 hommes dans les taillis, haies et masures à proximité de la ville. Il choisit également 30 autres soldats habillés en paysans et paysannes, armés sous leurs habits, avec des hottes et des paniers, comme des gens qui allaient au marché.

### «La surprise d'Amiens»
Un chariot de foin tiré par trois chevaux suivis d'une dizaine d'hommes portant des sacs remplis de pommes et de noix s'engagèrent sous la voûte de la porte Montrescu. Un des hommes laissa tomber par terre le sac qu'il portait. Les noix se répandant sur le sol, des soldats français de garde à la porte se baissèrent pour les ramasser. Alors, les Espagnols se ruèrent sur eux, en tuant plusieurs, d'autres prirent la fuite. Une sentinelle baissa les herses mais elles se trouvèrent coincées par le chariot de foin. Le reste des soldats espagnols cachés à proximité s'engouffra par la porte tandis que les Amiénois tentèrent de résister sans succès, les renforts espagnols affluant dans la ville. La cloche du beffroi sonna l'alarme mais la ville fut rapidement sous le contrôle de l'armée espagnole et fut livrée au pillage pendant trois jours.

## Réaction française
Henri IV se montra consterné par la perte d'Amiens : 

« (...) je pense resver quand j'oys raconter ceste prise, tant je la trouve estrange. Les ennemys y sont entrez sans faire bruict ny donner frayeur à personne, comme on a accoustumé de faire en pareilles occasions (...) »

 

Le roi, un moment abattu, fut rasséréné par les propos de son proche conseiller, Sully : 

« A quelque prix que ce soit, il nous la faut reprendre [...]. Ne vous mélancoliez point. Mettez les mains à l'œuvre et ne parlons tous ni ne pensons plus qu'à reprendre Amiens. »

Malgré les hésitations des chefs militaires mais incité par François de Bonne de Lesdiguières, Henri IV décida de reprendre immédiatement la ville aux Espagnols, le ban et l'arrière ban furent immédiatement convoqués. Malgré l'opposition des parlements, Sully leva des fonds pour financer l'expédition militaire (troupes, armement, munitions et vivres). Le maréchal de Biron reçut mission d'organiser le siège d'Amiens. Le roi se rendit à Corbie, place forte à une quinzaine de kilomètres à l'est d'Amiens.

## Préparation du siège
Le maréchal de Biron investit Amiens avec 4 000 fantassins et 700 cavaliers, du côté de l’Artois, afin de couper les voies de communications avec Doullens et intercepter tous les convois en direction de la ville.
Il fit resserrer la ville de très près, et malgré la supériorité numérique de la garnison, celle-ci n’osa pas effectuer de sorties.
Hernán Tello de Portocarrero n’ayant jamais imaginé de voir l’ennemi aussi vite, n’avait pas suffisamment de provisions pour tenir un siège. Il fit raser quelques maisons des faubourgs et les bâtiments de l'abbaye Saint-Jean. Le cardinal-archiduc Albert d'Autriche, gouverneur des Pays-Bas espagnols fit envoyer à Amiens, 600 chevau-légers et quatre compagnies d'arquebusiers accompagnés des ingénieurs militaires italien Paccioto et espagnol Leckinga, dans les premiers jours d'avril.
Pendant ce temps, les troupes françaises s'attendant à un siège long, organisèrent un camp ou l’on trouvait de tout, comme dans une ville, dont deux hôpitaux. On appela alors le siège d’Amiens, le siège de velours. Toutefois, les travaux d'approche étaient si dangereux que les paysans réquisitionnés s'enfuirent. On les remplaça, comme plus tard lors du siège de Saint-Jean-d'Angély, par des soldats, à qui le roi donna la prime de tranchée.

## Ordre de bataille
Royaume de France
Infanterie
- Régiment d'Auriac
- Régiment de Bréauté
- Régiment du Bourg de Lespinasse
- Régiment de Flessan
- Régiment d'Île-de-France (1597-1598)
- Régiment de Picardie
- Régiment de Montigny
- Régiment d'Orléanais
- Régiment de Traisnel

Pays-Bas espagnols

## Le siège
Le siège d'Amiens dirigé par Henri IV et le maréchal de Biron est considéré - du point de vue de l'histoire militaire - comme le siège-type de l'école néo-italienne qui prévalut, en France, jusqu'à Vauban, sous le règne de Louis XIV. Les travaux de circonvallation et contrevallation au nord de la ville furent confiés à Jean Errard, ingénieur militaire de renom. Claude Chastillon, topographe du roi, nous a laissé des gravures montrant les tranchées parallèles, reliées entre elles par des boyaux en zigzags et renforcés par des fortins,.
Début avril, le roi de France, suivi de sa cour, fit attaquer la place avec l’artillerie.

### Échecs des attaques espagnoles
Le 22 mai 1597, Portocarrero fit une sortie avec 500 cavaliers, sur le quartier général (QG) du général de Biron, s’emparant d’un fort que les Français avaient construit pour défendre le QG. Après 2 heures de combats, les Espagnols en furent chassés et poursuivis par les troupes françaises qui faillirent pénétrer dans la ville. Les Espagnols furent sauvés par l’arrivée de 400 fantassins qui repoussèrent les Français, ce qui leur permit de fermer les portes de la ville.
En juin, les Espagnols attaquèrent à nouveau, prenant les tranchées à trois endroits. Ils en furent rapidement chassés par les Français qui refoulèrent les assiégés jusque sur la contrescarpe.
Le 18 juillet 1597 les Espagnols firent une nouvelle attaque avec deux groupes de 300 hommes chacun.
Le premier groupe attaqua les tranchées tenues par le Régiment de Picardie et le second celles tenue par le régiment de Flessan. Les Espagnols, progressant rapidement, tuèrent les maîtres de camp Flessan et Jean de Mercastel, s'emparèrent des tranchées et attaquèrent les batteries d'artillerie afin d’enclouer les canons. Les troupes du maréchal Biron et de Charles de Guise tentèrent de repousser les Espagnols. Les combats furent terribles et les Espagnols progressant toujours, le roi Henri IV fit donner ses troupes, qui les enfoncèrent et les poursuivirent jusqu’à l’entrée de la ville.

### Échec de l'assaut français
Le 4 septembre, les Français lancèrent un assaut qui fut repoussé après un long combat. Lors de cette attaque le commandant en chef espagnol, Hernán Tello de Portocarrero, fut tué d’un coup d’arquebuse. Girolamo Carafa prit sa succession et décida de se retrancher dans la ville afin d’attendre l’armée de secours de l’archiduc Albert d'Autriche. Celle-ci forte de 25 000 hommes et placée sous les ordres de Pierre de Mansfeld arriva aux environs d'Amiens vers le 20 septembre 1597.
Charles de Mayenne convainquit le maréchal de Biron d’attendre l’armée de secours derrière les retranchements, plutôt que de lui livrer bataille.
L'armée de secours espagnole vint alors assiéger l'armée assiégeante. Les Espagnols attaquèrent mais furent mis en fuite par l’artillerie française.

### Échec de l'armée de secours et reddition espagnole
Les forces françaises renforcèrent leurs retranchements si bien que le lendemain l’armée de secours n’osa attaquer et l’archiduc prit le parti de se retirer.
Après le départ de l’armée de secours, Henri IV somma le gouverneur espagnol d’Amiens de se rendre. Celui-ci capitula le 25 septembre 1597, après six mois de siège.
Lors de ce siège les pertes françaises s’élevèrent à 600 hommes.

## Conséquences
- Les Espagnols furent repoussés en Artois. La menace espagnole sur le nord du royaume était provisoirement écartée.
- Le roi décida la construction des citadelles d'Amiens et de Doullens dont la construction fut confiée à Jean Errard.
- La ville d'Amiens fut sévèrement sanctionnée pour s'être laissée prendre trop facilement et avoir refusé avant l'arrivée des Espagnols d'entretenir une garnison. L'échevinage fut réduit de 27 à 4 membres et surveillé par quatre conseillers de ville choisis par le roi ou le gouverneur. La fonction de mayeur fut remplacée par celle de premier échevin nommé par le roi. La milice bourgeoise réorganisée échappait à l'autorité municipale[1].

## Iconographie

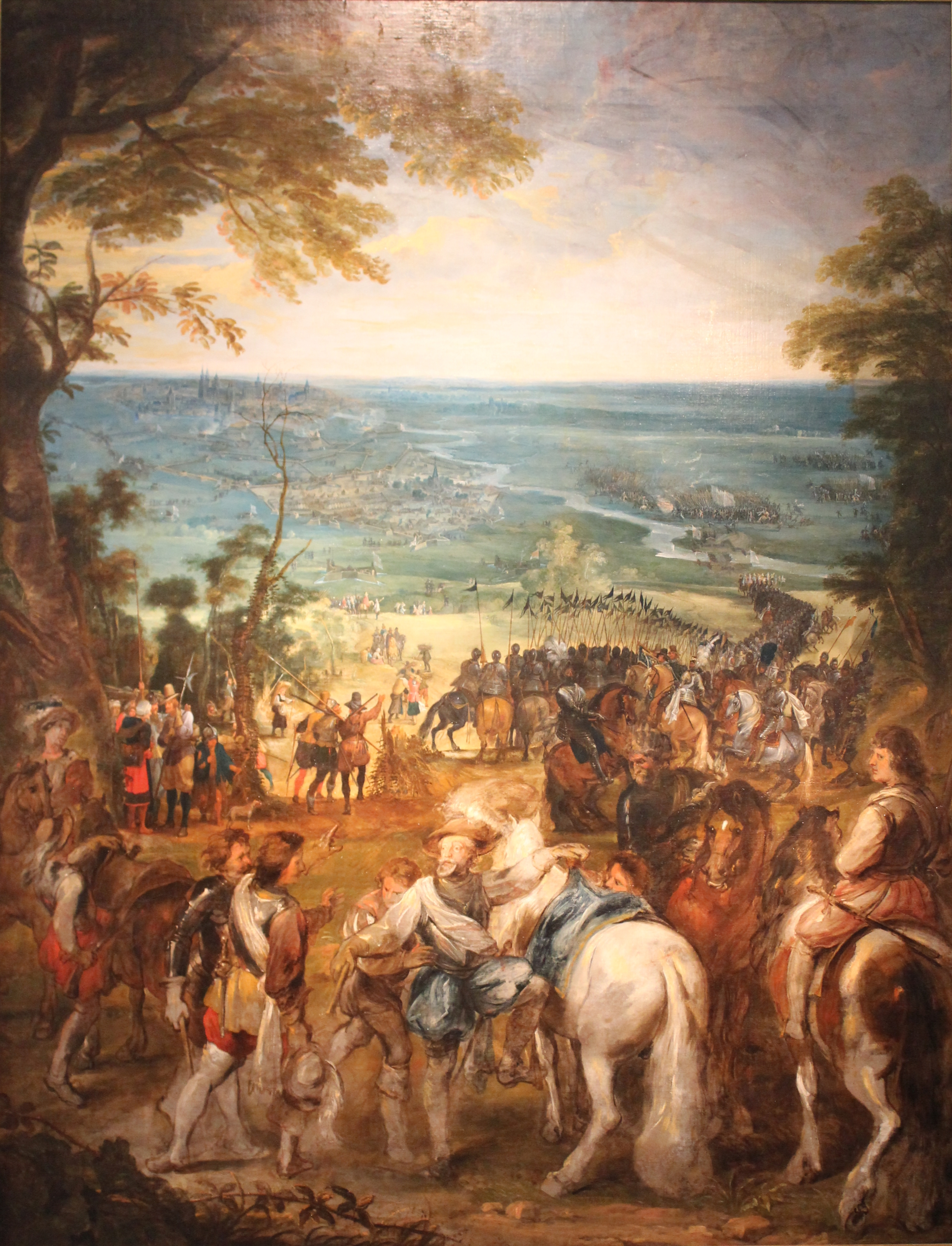
Henri IV au siège d'Amiens par Pierre Paul Rubens
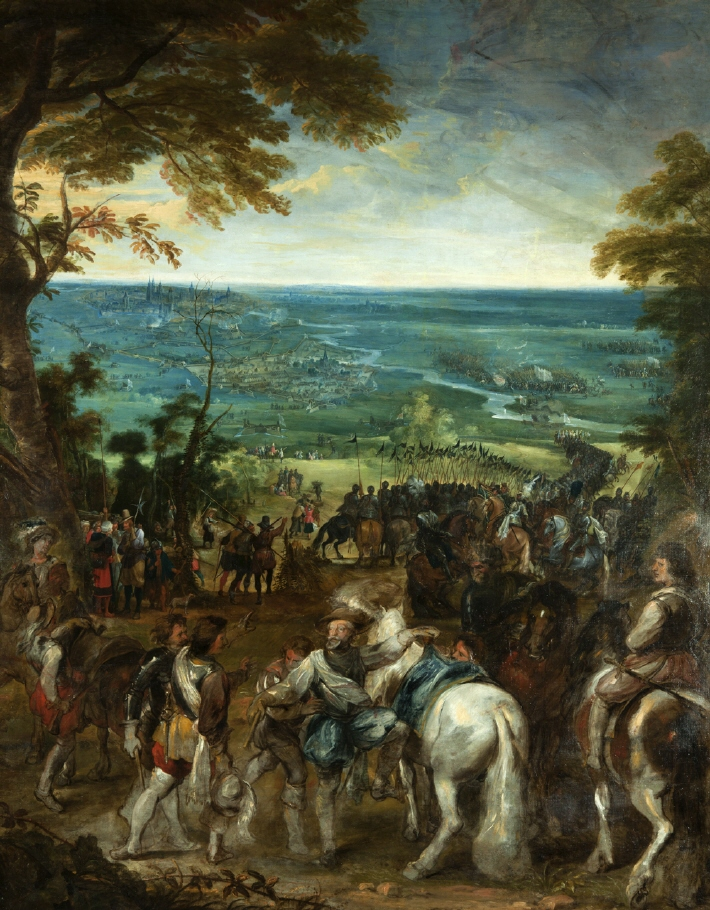
Henri IV au siège d'Amiens par Pierre Paul Rubens
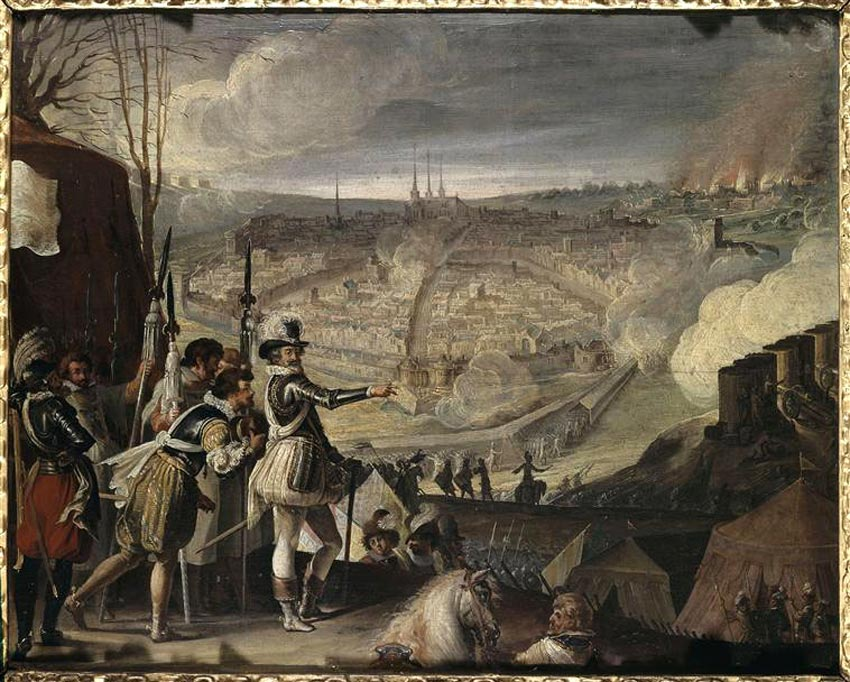
Henry IV à Amiens, Anonyme